# Regeneração (Piauí)
Regeneração  este un oraș în Piauí (PI), Brazilia.